# Tempeh (Lumajang)

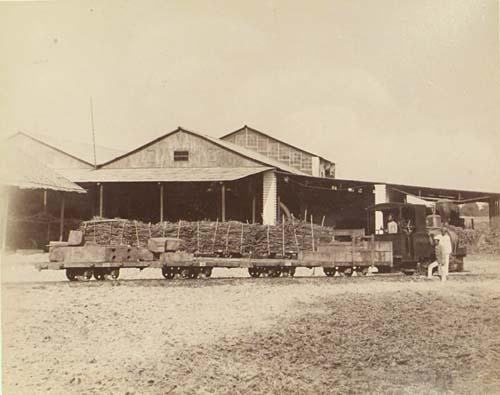
Zuckerfabrik 'Tempeh'

Tempeh ist eine Siedlung in der Lumajang Regency in Jawa Timur auf der indonesischen Insel Java.

## Lage

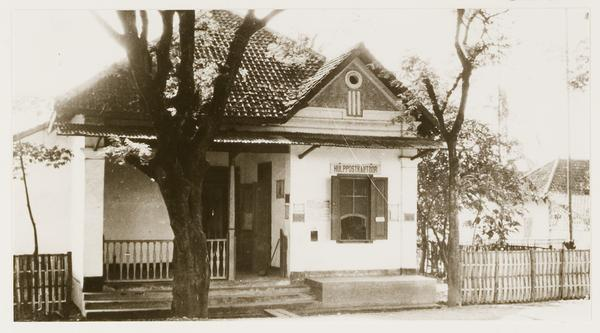
Hilfspostkontor um 1930

Der Ort liegt ungefähr 50 km südlich von Probolinggo an der Hauptstraße von Loemadjang nach Süden, etwa 7 km südlich von Loemadjang.

## Name
Tempeh wird auch Pancasila-Tempeh genannt, weil in der Ortsmitte ein Pancasila-Denkmal steht.

## Ehemaliger Bahnhof

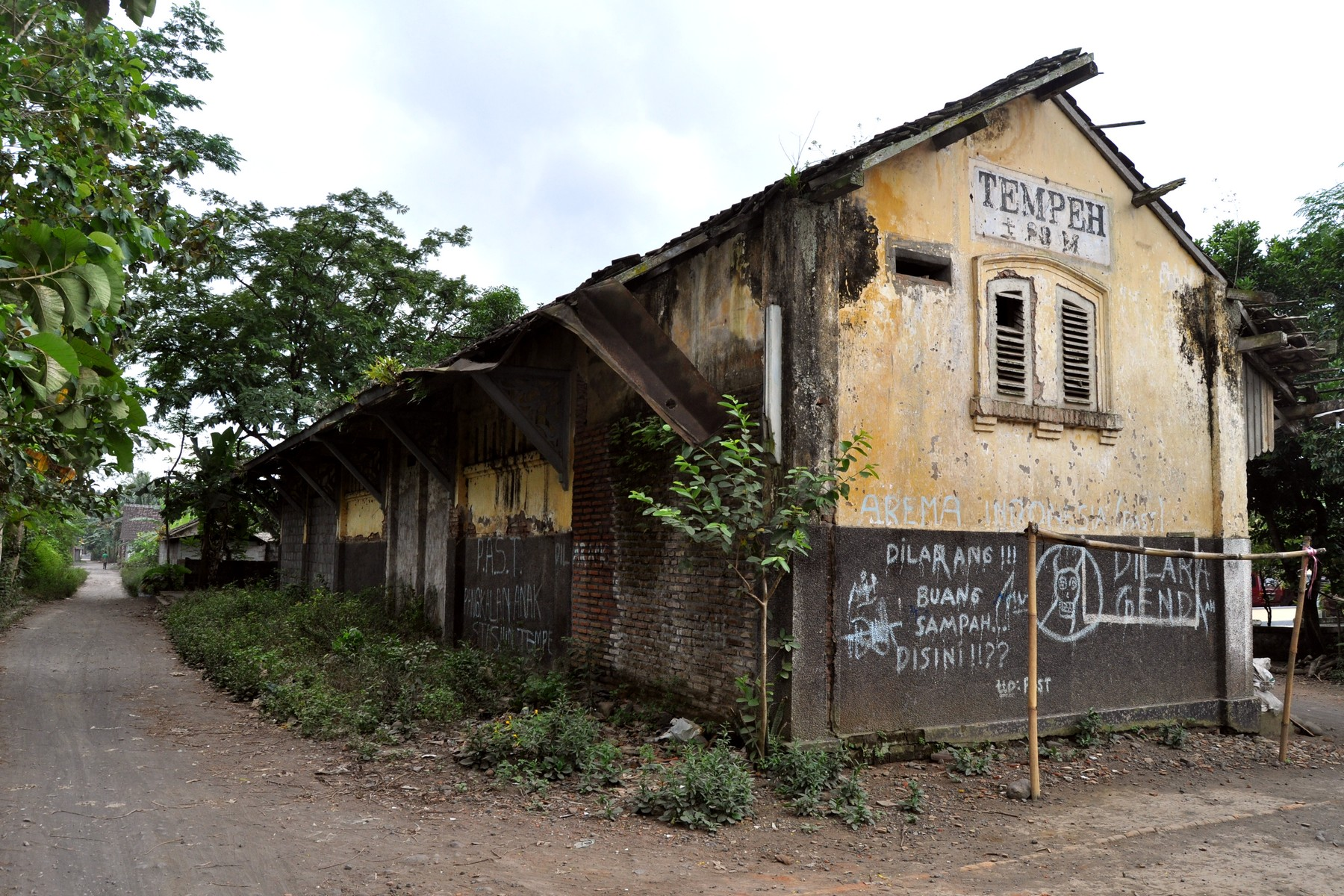
Ehemaliger Bahnhof, 2013

Der ehemalige Bahnhof ist heute(2013) noch in renovierungsbedürftigem Zustand erhalten.

## Lager
In der Nachkriegszeit um 1945–1947 gab es in Soekodono ein von Herrn W.C.F. Leyfeldt und Herrn C. Bos Otten verwaltetes Kriegsgefangenenlager mit etwa 66–70 Männern im Haus und in den Nebengebäuden des Fabrikverwalters der Tabakplantage Tempeh. Die Kriegsgefangenen wurden mit dem Anbau von Gemüse beschäftigt und hatten zu ihrer Erholung Bücher zur Verfügung.